# Paul Majunke
Paul Majunke, né le 14 juillet 1842 à Groß-Schmograu, arrondissement de Wohlau (de) et mort le 21 mai 1899 à Hochkirch près de Głogów, est un prêtre catholique prussien, publicitaire et homme politique du Zentrum.

## Biographie
Paul Majunke naît le 14 juillet 1842 à Groß-Schmograu en Silésie.
Il entre à l'Université de Breslau en 1861, et consacre quatre ans à l'étude du droit civil et canonique et la théologie catholique.
En 1867, il est ordonné prêtre et, de 1869 à 1870, est rédacteur en chef du Kölnische Zeitung. De 1871 à 1878, il est rédacteur en chef de Germania; en 1874, il est élu membre du Reichstag, et en 1878 également de la Chambre des députés prussienne, se ralliant au Zentrum. Il encourage le journalisme catholique et, pendant le Kulturkampf, il est un ardent et intrépide champion de la cause catholique, au prix de grands sacrifices personnels. Malheureusement, son zèle intransigeant l'incite souvent à exprimer des propos inopportuns dans la presse publique et au Parlement, ce qui l'éloigne des principaux catholiques de l'époque. En 1874, il est condamné à un an de prison pour violation des lois sur la presse. Même une motion en sa faveur adoptée par le Reichstag ne réussit pas à obtenir la remise de sa peine. De 1878 à 1884, il est rédacteur en chef de Korrespondenz der Zentrumsblätter. Après sa nomination comme curé de Hochkirch en 1884, il se retire mais continue son activité journalistique.
Ses œuvres principales sont : Geschichte des Kulturkampfs (1886 ; 3e éd., 1902) ; Geschichtslügen (1884 ; 17e éd., 1902), en collaboration avec Galland et autres amis. Certaines de ses œuvres - par exemple Louise Lateau (2e éd., 1875) - suscite la surprise par leur tension mystique et prophétique prononcée. Dans Luther's Selbstmord (1892), il tente d'établir la théorie intenable du suicide de Luther (voir à ce sujet Paulus, Luther's Lebensende, 1898).
Paul Majunke meurt le 21 mai 1899 à Hochkirch près de Glogau.